# Vallentuna socken
Vallentuna socken i Uppland ingick i Vallentuna härad, ingår sedan 1971 i Vallentuna kommun och motsvarar från 2016 Vallentuna distrikt.
Socknens areal är 67,24 kvadratkilometer, varav 63,10 land. År 2000 fanns här 18 748 invånare. Tätorten Vallentuna med sockenkyrkan Vallentuna kyrka ligger i socknen.

## Administrativ historik
Vallentuna socken har medeltida ursprung. 
Vid kommunreformen 1862 övergick socknens ansvar för de kyrkliga frågorna till Vallentuna församling och för de borgerliga frågorna till Vallentuna landskommun. Landskommunen utökades 1952 och ombildades 1971 till Vallentuna kommun. Församlingen utökades 2006.
1 januari 2016 inrättades distriktet Vallentuna, med samma omfattning som församlingen hade 1999/2000.  
Socknen har tillhört län, fögderier, tingslag och domsagor enligt vad som beskrivs i artikeln Vallentuna härad. De indelta soldaterna tillhörde Livregementets dragonkår, Livskvadronen, Livkompaniet. De indelta båtsmännen tillhörde Södra Roslags 2:a båtsmanskompani.

## Geografi
Vallentuna socken ligger norr om Stockholm med sjön Vallentunasjön i söder.  Socknen är en slättbygd med spridda småhöjder och kuperad skogsbygd i öster.

## Fornlämningar
Från bronsåldern finns cirka 100 gravrösen , några skärvstenshögar och skålgropar. Från järnåldern finns 105 gravfält, 11,5 kilometer av stensträngar och två fornborgar. 38 runstenar har påträffats, där Jarlabankestenarna är kända.

## Namnet
Namnet (1253 Valeändatunum) innehåller inbyggarbeteckningen valändar och tuna, 'inhägnad'. Väländar i sin tur innehåller vall, 'slät gräsbevuxen mark' och land.